# S&P Global Ratings
     AAA
     AA
     A
     BBB
     BB
     B
     CC
     bez ratingu
| AAA | AA | A | BBB | BB | B | CCC | CC/D |

S&P’s rating krajów europejskich:
AAA
AA
A
BBB
BB
B
CC
bez ratingu

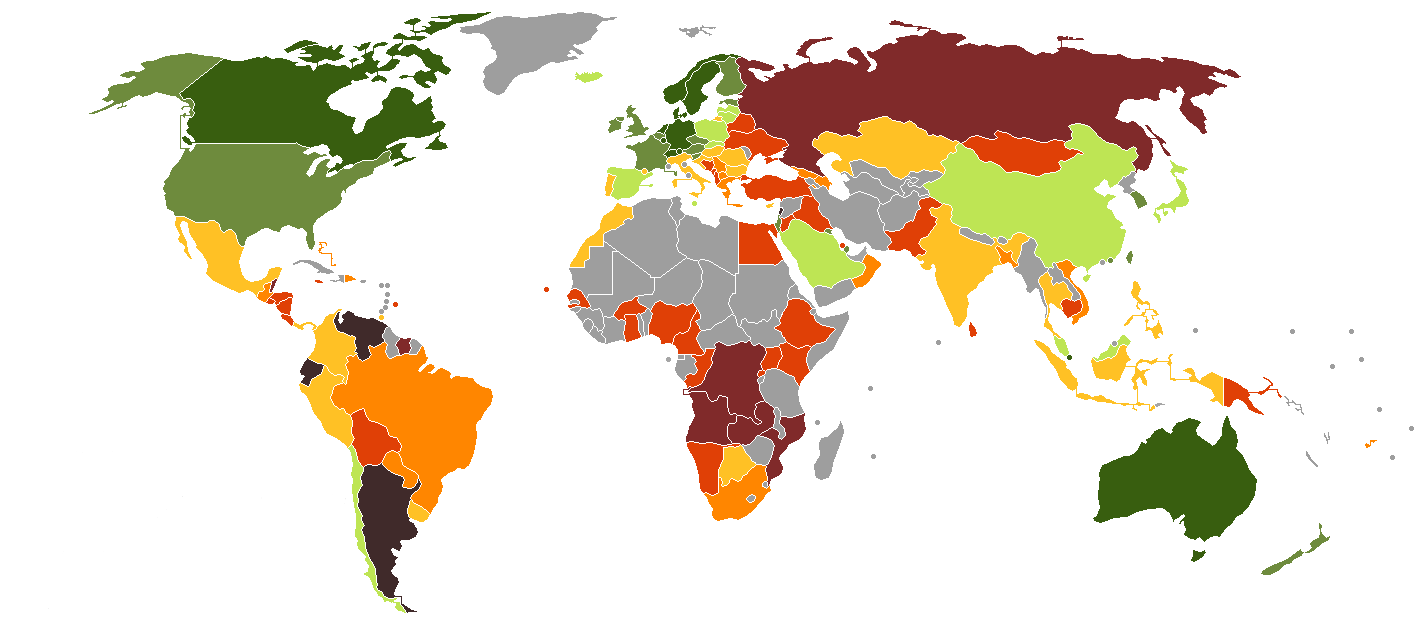
Kraje świata według S&P Global Ratings:

S&P Global Ratings, S&P (hist. Standard & Poor’s) – agencja ratingowa, spółka zależna McGraw-Hill.

## Działalność
Agencja publikuje analizy i raporty dotyczące spółek akcyjnych, emitowanych przez nie obligacji, a także przeprowadza ratingi różnych podmiotów gospodarczych (spółki akcyjne, miasta, państwa).
S&P Global Ratings przyznaje oceny ratingowe w skali od „AAA” do „D”, które służą do przekazywania opinii na temat poziomu ryzyka kredytowego.
Pod koniec stycznia 2014 agencja ratingowa S&P Global Ratings otworzyła swój oddział w Polsce. Biuro w Warszawie przy ulicy Emilii Plater 53 jest centralą S&P na Europę Środkowo-Wschodnią, koordynującą działania i strategię firmy w regionie.
S&P Global Ratings posiada obecnie 12 biur w regionie EMEA (czyli region Europy, Afryki i Bliskiego Wschodu). Dyrektorem Regionalnym na obszar Europy Środkowej i Wschodniej oraz Dyrektorem Zarządzającym polskiego przedstawicielstwa został Marcin Petrykowski.

### Rating Polski
S&P po raz pierwszy podniosło rating Polski do poziomu inwestycyjnego w kwietniu 1996. W połowie stycznia 2016 agencja obniżyła rating kredytowy dla Polski z poziomu A- do poziomu BBB+. W październiku 2018 roku agencja przywróciła rating kredytowy dla Polski do poziomu A-.